# Id aw-Zaddagh
Id aw-Zaddagh, jedna od brojnih berberskih plemenskih skupina, koncentrirana uz još nekoliko srodnih muslimanskih plemena poglavito na području zapadnog Visokog Atlasa, u regiji Ishilhayen, dolini Sus i Anti-Atlasu u Maroku. Id aw-Zaddagh su zajedno s ostalim plemenima Shleuha i Swasa (pl. od Susi) u Visokom Atlasu poznati kao Ishilhayen Berberi ili Ishlhin i govore jezikom tashlhit (tashelhiyt. تَشْلْحِيت, tašlḥiyt). 